# Heerlensche Schaakvereeniging
De Heerlensche Schaakvereeniging is een schaakvereniging, die in 1924 werd opgericht in Heerlen.

## Geschiedenis van de Heerlensche Schaakvereeniging

### De eerste jaren

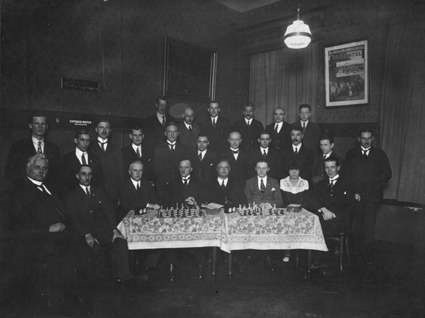
Eerste lustrum

Op woensdagavond 3 september 1924 werd de Heerlensche Schaakclub in Restaurant Hanssen opgericht door de heren J. Zwanenburg en H.M. Weisz, respectievelijk voorzitter en secretaris van de toenmalige Treebeeksche Schaakclub. Deze versie van het Limburgs Dagblad van 8 september 1924 wordt tegengesproken door de aantekeningen van het eerste kasboek van de club. Hier staan als oprichters vermeld: K. Scholle, Ruttgers, ten Hocht, den Dünne, Silvertand, S. Brandes, A.J. Hoornag, J. Nijburg, J. Wierts en Heintgens. Dit eerste tiental bracht allen fl. 1,50 in als inleggeld. Twee maanden later werd de eerste simultaan gegeven door de heer Weisz. En in december, slechts drie maanden na de oprichting, meldden zich 8 nieuwe leden aan, waaronder de heer ir. Felix Bianchi, die een belangrijke rol zou gaan spelen in de club. De eerste dame meldde zich in 1926 aan: mevrouw Schoenmakers, maar zij zou alleen dat jaar spelen.
In haar eerste jaren kende de club een snelle vooruitgang. Binnen een jaar moest de club verhuizen naar hotel Du Nord, terwijl ook in café Neerlandia werd gespeeld. Maar in 1929 besloot het bestuur 'den vasten weekelijkschen speelavond terug te zetten (van dinsdag) op den oorspronkelijk daarvoor vastgestelden dag, den Vrijdag (...) te acht ure in het Grand Hotel' (Limburgs Dagblad 18-9-29) Twee jaar later verhuisde men weer terug naar hotel Du Nord.

### De eerste competities
Op 20 maart 1928 werd er geschaakt tegen de heer Bogoljubov. Voor deze belangrijke simultaan werden advertenties gezet in de Limburger Koerier en het Limburgs Dagblad. Het honorarium voor Bogoljubow bedroeg fl. 85,-. Aljechin zou voor zijn simultaan op 29 oktober 1933 slechts fl. 50,- krijgen ... De voorzitter, de heer A. Bakker gaf in 1929 het startsein voor de jubileum-gong-wedstrijd, 'een wedstrijd met beperkte bedenktijd (20 à 30 seconden) die wordt aangegeven door een gongsignaal'. Er werd aan acht borden gespeeld, 'waarschijnlijk als gevolg van het slechte weer'
Bij het 12½-jarig jubileum, in 1937, was de heer Th.C. van Rossum voorzitter en P. Schoenmakers secretaris van een vereniging van dertig leden. Van de oprichters was alleen de heer J. Nijburg nog steeds lid. Het jubileumjaar werd opgeluisterd met het behalen van het kampioenschap van 'den Limburgschen Schaakbond' Tijdens het 12½-jarig bestaan verwierf de vereniging meermalen het kampioenschap en vertoefden er enige grootmeesters in haar midden! De 2-daagse jubileumwedstrijd werd in groep A na loting gewonnen door A. Vinken, die gelijk eindigde met dr. J. Selman uit Kerkrade. Groep B werd gewonnen door J. Nijburg. Er waren in totaal 11 groepen!

### De jaren 1950–1960: grote evenementen
De oorlogsjaren waren ook voor de schaakclub zwaar, terwijl er toch elke week zou worden geschaakt. In 1940 werd A. Vinken voor de eerste keer kampioen van Limburg. Afwisselend met de heer Selman zou Vinken nog bijna 20 keer kampioen worden. In de jaren 1950 bloeide de HSV weer op. In seizoen 1952-1953 behaalde Heerlen I zelfs het kampioenschap van de KNSB in de 2e klasse D.
In 1954 werd een vooroorlogse traditie nieuw leven ingeblazen: de jaarlijkse strijd tegen de 'Aachener Schach-Verein 1856'. In dat jaar moest de voor het Nationale team A. Vinken het opnemen tegen Quernheim in café Maus bij de Dom.
Maar niet alleen met de Duitsers werden de krachten gemeten; ook tegen Belgisch Limburg werd jaarlijks gestreden. Een ander terugkerend schaakevenement voor Heerlen was 'de gloeilampen tegen de mijnen'.
Al drie achtereenvolgende jaren hadden de schakers van de gezamenlijke mijnen gewonnen van de 'denkers' van Philips. En in 1957 wonnen ze opnieuw met 260-254! Dit laatste toernooi was een massa-evenement met nog meer dan duizend schakers!!! Ir. P.A.A. Wirtz deed de eerste zet aan bord 22. Andere aanwezigen waren locoburgemeester H.J. Schutgens van Heerlen, de heren ir. Dresen, ir. Bianchi (de penningmeester) en dr. Van Steens van de mijnen en ir. Hardenberg van Philips. Laatstgenoemde won van ir. Bergstein van de Staatsmijn Maurits. De Limburgse schaakkampioen Alex Vinken verloor van Lodewijk Prins, maar toch waren 'de kinderen der duisternis slimmer dan de kinderen van het licht'. Twee jaar later, in 1960, was er opnieuw een monster-schaak-seance in Limburg: in de V&D van Geleen begon het Limburgse gedeelte van een promotietournee van schaak(groot)meesters. De Russische grootmeesters Salo Flohr en Tigran Petrosjan speelden met de Nederlandse schaakmeesters H. Bouwmeester en B.J. Withuis tegen 140 schakers uit de regio. Later zouden deze heren in Heerlen versterkt worden door dr. M. Euwe en drs. M. Cortlever in een simultaan tegen tweehonderd schakers. Burgemeester Marcel van Grunsven mocht de wisselbeker in ontvangst nemen voor de stad met de beste resultaten. Petrosjan verloor trouwens niets; 33 winst en 7 remise (91% van de 40). Withuis speelde er 30 waarvan hij er 28 won en 2 remises haalde (93%). Daarmee scoorde hij beter dan J.H. Donner met 75%, Bouwmeester met 85% en Cortlever met 87%.
In 1961 zouden er vijf schaak(groot)meesters spelen tegen 199 liefhebbers, 'waaronder 3 paters en één juffrouw (Greet Kunkels, 22 jaar)'. Bent Larsen (Zweden), F. Olafsson (IJsland), J.H. Donner, B.J. Withuis en drs. C.B. van de Berg haalden samen 90%. Onder de deelnemers bevonden zich zeven schakers van de vierde klas HBS van het St. Jans Lyceum te Hoensbroek. Hun schaakclub, onder leiding van J. Debets, was dat jaar voor het eerst kampioen van de kring Heerlen nadat ze na elf jaar het Bernardinus eindelijk hadden verslagen. Top-man René Moonen speelde tegen Larsen Nimzo-Indisch. 'Die Moonen heeft het in Maastricht gepresteerd van Donner te winnen en in Geleen remise te behalen tegen Olafsson', aldus de toenmalige voorzitter drs. A. Bouma. Intussen zweette de Limburgs kampioen Hein Meddeler uit Heerlerheide tegen Olafsson in een zware partij. Deze Meddeler won een jaar later in een simultaan wel van dr. M. Euwe, evenals de Heerlense speler T. van der Krogt. Remise haalden Mroczek, Greuten en P. Vijgen. M. Muller hield remise tegen Szabo. De heer van Kroonenburgh speelde remise tegen Trifunovic, net als A. Notten (Hoensbroek), Lebens, Hilhorst en Vrouwenraets. Van Donner won geen enkele Heerlense speler. Wel wist Biber te winnen van Withuis en speelden Grondijs, Duurvoort en A. Zanders remise tegen Muhrig.
Het 40-jarig jubileum werd natuurlijk gevierd met een grote wedstrijd in het clublokaal in Hotel Terminus, waarvoor alle Heerlense verenigingen waren uitgenodigd. Naast de HSV was er namelijk een schaak- en damclub in Schandelen die in 1960 opging in Het Kasteel van Schaesbergerveld. In Schada speelde Meezenbroek en Molenberg kende de gelijknamige club onder leiding van. H. Morshinkhof.

### Kansen en problemen na 40 jaar HSV
In haar veertig jaar was het gelukt te stijgen tot de Hoofdklasse van de LiSB. De HSV was een geduchte tegenstander voor alle sterke clubs. Zelfs de heer Th. van Rossum was met zijn 78 jaar, toentertijd de oudste Limburgse schaker, nog iemand om rekening mee te houden aan het schaakbord, net als de nog steeds spelende medeoprichter J. Nijburg. In 1969 gaat het wat minder met de prestaties. De wedstrijd tegen Schaesberg 2 beslist of Heerlen I in de 1e klasse mag blijven of degradeert. Het bestuur, met onder andere de heer Jan Pos, besluit er een campagne tegenaan te gooien. Het competitieteam moet vaster vorm krijgen, er wordt voor het eerst een contactblad gemaakt en ten slotte start het bestuur promotie om meer leden te werven, met name onder de scholieren. Op dat moment spelen er 36 leden in het clublokaal in café-restaurant Smit tegenover de schouwburg.
In 1981 betekende het overlijden van ir. Bianchi een verlies voor de club. Eveneens in 1981 leidde een conflict tussen bestuur en leden tot de afsplitsing van S.V. Oud Heerlen. Op dat moment waren er 30 leden, maar dat aantal viel sterk terug. Rond 1985 proberen met name P. Hinssen en J. Paffen nieuwe leden te krijgen door hard te trekken aan een jeugdafdeling. Elke woensdagavond wordt er geschaakt in het Baanrakkertje op Heerlerbaan, waar 15 nieuwe, jeugdige schaakleden op afkomen. De club begint weer te groeien. Maar een conflict in het eerste team, dat prompt niet promoveerde, veroorzaakte het vertrek van enkele sterke spelers.
Gelukkig kwam de HSV deze problemen te boven en had zij in 1992 alweer 40 leden. Een werkgroep nieuwe initiatieven werd opgericht. Voor het 70-jarig bestaan in september 1994 kon het bestuur zelfs verheugd aankondigen dat zij Internationaal Grootmeester Jeroen Piket bereid hadden gevonden een simultaan te spelen. Van de 31 partijen die Piket speelde, werden er twee remise, maar niet voor Heerlense spelers, wel voor Smeets (Brunssum) en Winkels (Kerkrade).

### De stijgende lijn van de jaren 1990
Na 13 spannende, bewogen jaren droeg P. Hinssen de voorzittershamer over aan R. Simons. Hinssen blijft echter een van de drijvende krachten achter de club. In die tijd zorgde Hans Moonen voor een klimmend schaakniveau van zijn Heerlense schaakcollega's door prachtige schaaktheorieën te publiceren in het clubblad. Dit clubblad was een veelgevraagd artikel, verzorgd door Hans Gruisen en Marion Georges. Sinds begin dit jaar brengen zij opnieuw een clubblad uit: op internet.
In 1998-1999 is er een succesvol seizoen afgesloten met voldoende nieuwe leden, een eigen website, een spannende interne competitie, een snelschaak- en rapidcompetitie en een aantrekkelijk Open Heerlens Kampioenschap, dat van fl. 500,- prijzengeld opklom naar fl. 2000,- in 3 jaar. Er werd zelfs een aanzet gegeven tot internationale banden door het uitdagen van ARX voor een wedstrijd in St. Sozy in Zuid-Frankrijk bij de oud-voorzitter van ARX.